# フロントライン (アメリカ合衆国のテレビ番組)
『フロントライン』 （FRONTLINE）は、アメリカ合衆国のテレビ番組。公共放送サービス（PBS）で放映されているドキュメンタリー番組である。1983年に放映が開始され、放映回数は500回を超える。エミー賞やピーボディ賞などを受賞している。

## 形式
1983年に開始し、NBCのアンカーウーマンであるジェシカ・サヴィッチが番組最初のホストに就任したが、第1シーズンの終了後で亡くなった。『PBSニュースアワー』のジュディ・ウッドラフが1984年にホストを引き継ぎ、ジム・レーラーが不在時の『ザ・マクニール/レーラー・ニュースアワー（The MacNeil/Lehrer NewsHour）』のサブアンカーの役職とウッドラフの仕事を組み合わせて、5年間ホストを務めた。1990年に『フロントライン』のエピソードがホスト無しで放映され始め、ナレーターは各エピソードを紹介するために残された。
殆どのリポートの長さは1時間だが、90分間、2時間、またはそれ以上に延長されるものもある。『フロントライン』では、「イエスからキリストへ（From Jesus to Christ）」、「農夫の妻 (1998年の映画)」、「カントリー・ボーイズ」などの特別番組も制作、放送している。
1995年以来、『フロントライン』は、全てのドキュメンタリー向けに、ディープコンテンツのコンパニオンウェブサイトを作成してきた。拡張インタビューのトランスクリプト、詳細年表、オリジナルエッセイ、サイドバーストーリー、関連するリンクと読み物、および写真と背景調査を含むソースドキュメントを公開する。当番組は、そのドキュメンタリーの多くを、番組ウェブサイトからストリーミングインターネットビデオを介して利用できるようにした。
ウィル・ライマンは、1983年の放送開始以来、番組の殆どの分割払いをナレーションしてきた独特の声である。ただし、特定のリポートは、デヴィッド・オグデン・スティアーズとピーター・バークロットによってナレーションされている。

### 「ザ・チョイス（The Choice）」
1988年以来、『フロントライン』は、アメリカ大統領選挙に向けて4年ごとに放送される特別版で、大統領職を争う民主党と共和党の候補者に焦点を当てている「ザ・チョイス（The Choice）」も放送している。2008年10月14日に、バラク・オバマとジョン・マケインの二重伝記形式を使用して記事が放映された。
マイケル・カークが制作した2008年のドキュメンタリーは、ニューヨーク・タイムズから好評を博し、当番組は視聴者が「アイデア指向のキャンペーン」について「視点を得る」のに役立ったと述べ、ロサンゼルス・タイムズは「爽やかにクリア」と「有益」とラベル付けした。
その後のエピソードは2012年10月9日に放映され、現職の大統領であるバラク・オバマと彼の挑戦者であるミット・ロムニーの人生と経歴をたどる同じ二重伝記を特集した。次のエピソードは2016年9月27日に放映され、ヒラリー・クリントンとドナルド・トランプの伝記を特集した。『ザ・チョイス2020』は、2020年9月22日に放送された最新作で、ジョー・バイデンとドナルド・トランプが出演している。